# Trio avec piano no 5 de Beethoven

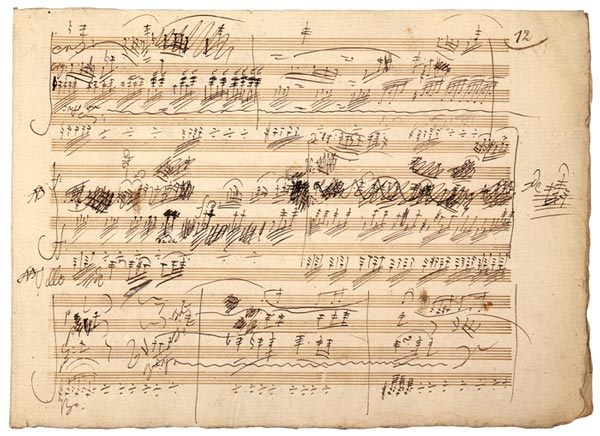
Manuscrit du Trio avec piano, opus 70 no 1

Le Trio avec piano no 5 en ré majeur, opus 70 no 1, de Ludwig van Beethoven, est un trio pour piano, violon et violoncelle qui fut composé entre 1807 et 1808 et dédié avec le no 6 à la comtesse Maria von Erdödy, proche amie chez qui le compositeur séjournait au moment de la composition. Cet opus a d'ailleurs été dédié à la comtesse pour la remercier de son hospitalité. Il y a différentes hypothèses pour expliquer son appellation courante de Trio des Esprits (Geister-Trio en allemand) : il pourrait lui avoir été donné en raison de l'orchestration étrange et de l'ambiance lugubre qui règne dans le mouvement Largo, ou il lui aurait été prêté quand on a découvert que le thème utilisé par Beethoven dans ce mouvement était initialement destiné à une scène de sorcières dans l'opéra MacBeth que le compositeur projetait alors,.
Composé dix ans après le no 4, le Trio des Esprits fut le contemporain exact de la Cinquième Symphonie et de la Symphonie Pastorale. Il s'agit de l'un des trios pour piano les plus réputés du compositeur, n'ayant d'égal que le Trio à l'Archiduc, dédicacé à l'archiduc Rodolphe alors que ce dernier souhaitait au départ être dédicataire du Geister-Trio. ETA Hoffmann le tenait en haute estime et en fit l'éloge, ainsi que celui de l'opus 70 n° 2, dans l’Allgemeine musikalische Zeitung en 1813. De même, Jean Witold considérait l'op.70 comme devant occuper une place à part dans toute la production de Beethoven et accordait un rang privilégié à ces deux trios.
Il comporte trois mouvements et son exécution dure environ 23 minutes :
1. Allegro vivace e con brio, en ré majeur (à 
)
2. Largo assai ed espressivo, en ré mineur (à 
)
3. Presto, en ré majeur (à )